# Sium glaucum
Sium glaucum är en flockblommig växtart som beskrevs av Lorenz Chrysanth von Vest. Sium glaucum ingår i släktet vattenmärken, och familjen flockblommiga växter. Inga underarter finns listade i Catalogue of Life.